# Herbert Cool
Herbert Cool (ur. 9 lutego 1985 w Rotterdamie) – holenderski biathlonista. Zadebiutował w biathlonie w rozgrywkach Pucharu Europy w roku 2003.
Starty w Pucharze Świata rozpoczął zawodami w Kontiolahti w 2005 zajmując 93. miejsce w sprincie. Jego najlepszy dotychczasowy wynik w Pucharze świata to 50. miejsce w biegu pościgowym w Östersund w sezonie 2007/08.
Podczas mistrzostw świata juniorów w roku 2003 w Kirach zajął 68. miejsce w biegu indywidualnym i 65. w sprincie. Na mistrzostwach świata juniorów w roku 2004 w Haute Maurienne zajął 49. miejsce w sprincie i 41. w biegu pościgowym. Podczas mistrzostw świata juniorów w roku 2005 w Kontiolahti zajął 61 .miejsce w biegu indywidualnym i 72. w sprincie.
Podczas mistrzostw świata juniorów w roku 2006 w Presque Isle zajął 23. miejsce w biegu indywidualnym, 31. w sprincie i 31. w biegu pościgowym.
Na mistrzostwach świata w 2008 w Östersund zajął 62. miejsce w biegu indywidualnym, 50. w sprincie i 50. w biegu pościgowym. Na mistrzostwach świata w 2009 w Pjongczangu zajął 86. miejsce w sprincie i 61. w biegu indywidualnym.
Złoty medalista mistrzostw kraju w biathlonie oraz w biegach narciarskich.

## Osiągnięcia

### Mistrzostwa świata juniorów
- 2003 Kiry – 68. (bieg indywidualny), 65. (sprint)
- 2004 Haute Maurienne – 41. (bieg pościgowy), 49. (sprint)
- 2005 Kontiolahti – 61. (bieg indywidualny), 72. (sprint)
- 2006 Presque Isle – 23. (bieg indywidualny), 31. (sprint), 31. (bieg pościgowy)

### Mistrzostwa świata
- 2008 Östersund – 62. (bieg indywidualny), 50. (sprint), 50. (bieg pościgowy)
- 2009 P'yŏngch'ang – 86. (sprint), 61. (bieg indywidualny)